# Cylindrocarpon hederae
Cylindrocarpon hederae är en svampart som beskrevs 1966 av Colin Booth. Arten ingår i släktet Cylindrocarpon och familjen Nectriaceae. Inga underarter finns listade i Catalogue of Life.